# Ferdinand von Lindemann
Ferdinand von Lindemann (Hannover, 1852. április 12. – München, 1939. március 6.) német matematikus. Teljes neve Carl Louis Ferdinand von Lindemann.

## Életpálya
Tanulmányait több híres egyetemen Göttingenben, Erlangenben és Münchenben végezte. 1879-ben a freiburgi egyetem, majd königsbergi egyetem kapott professzori munkát.

## Kutatási területei
1882-ben megmutatta, hogy π transzcendens szám, és így a körnégyszögesítés sem oldható meg euklideszi szerkesztéssel. Ezzel a matematika egy 2000 éves problémáját zárta le.